# Мороз, Станислав Арсентьевич
Станислав Арсентьевич Мороз (6 января 1938, Надия, Днепропетровская область — 8 мая 1989, Степовое, Днепропетровская область) — советский хозяйственный, государственный и политический деятель, Герой Социалистического Труда.

## Биография
Родился 6 января 1938 года в селе Надия. Член КПСС.
С 1958 года — на хозяйственной, общественной и политической работе. В 1958—1989 годах — звеньевой механизированного звена птицефабрики «Широковская» Широковского района Днепропетровской области Украинской ССР.
Указом Президиума Верховного Совета СССР от 8 апреля 1971 года за выдающиеся успехи, достигнутые в развитии сельскохозяйственного производства и выполнении пятилетнего плана продажи государству продуктов земледелия и животноводства, присвоено звание Героя Социалистического Труда с вручением ордена Ленина и золотой медали «Серп и Молот».
Делегат XXIV съезда Компартии Украины, XXVI съезда КПСС.
Умер 8 мая 1989 года в селе Степовое, похоронен на сельском кладбище.